# Igualada Hoquei Club
El Igualada Hoquei Club, también denominado Igualada Rigat HC por razones de patrocinio, es un club catalán de hockey sobre patines, de la ciudad de Igualada (Barcelona) España. Fue fundado en 1950 y milita en la OK Liga.
Disputa sus partidos en el Poliesportiu Les Comes, con capacidad para 3.000 espectadores.

## Historia
El Igualada Hoquei Club fue fundado el 4 de mayo de 1950 y su creación fue el fruto de la notable presencia que este deporte tenía en la capital de Noya, desde que unos 4 años antes comenzasen a llegar los primeros patines y se iniciase una verdadera fiebre entre la juventud local, que desembocó en el primer partido, jugado en la pista de baile del Cinema Modern, posteriormente llamado Astoria, el 20 de noviembre de 1949. El nacimiento del Igualada fue el resultado del cisma que hubo entre los pioneros del hockey en Igualada, que quedaron divididos entre el Club Patín, y la entidad que posteriormente sería uno de los clubes más importantes del mundo en esta especialidad deportiva. Seis meses de su fundación, el Igualada HC participó en su primera competición oficial, el Campeonato de Cataluña de Segunda División.El primer partido que jugó el Igualada fue en la pista de la Escuela de Trabajo de Reus y perdieron 4-3. En cambio, el debut en competición oficial fue la victoria por 3-1 contra el Club Patín. El Igualada finalizó el campeonato en sexta posición.
La progresión del hockey igualadino comenzó y la ciudad dispuso rápidamente de una pista más grande, gracias a la ampliación de la inicial. El nuevo escenario ya acogió un partido de la selección española, que acababa de ganar su primer mundial.La temporada siguiente el Igualada consiguió su primer ascenso y se clasificó para jugar en la Segunda División Preferente. La ciudad vivía intensamente el deporte y se sucedían las visitas de equipos grandes para jugar amistosos. El 18 de mayo de 1952 el Igualada vivió su primer partido internacional, con la visita del Stuttgarter Rollsportclub alemán, que se impuso por 3-4.
La temporada 1954-1955 el Igualada consiguió el ascenso a Primera División y se proclamó vencedor del Campeonato de España de Segunda División, el primer gran éxito de la entidad y que le hizo merecedor del Pergamino de Honor de la federación.

### La consolidación
El 7 de noviembre de 1959 el Igualada inauguró la pista del Estadio del Xipreret, rodeada por un velódromo, con capacidad para 800 espectadores y que supuso un gran paso hacia adelante del club y para el deporte igualadino. La progresión del club seguía creciendo y no tardó en llegar un nuevo éxito, ya que el equipo se proclamó subcampeón de España de Primera División en Salt, por detrás del Español, que se llevó el triunfo final.
Esta época brillante dio paso a unos años llenos de dificultades, que culminó con el descenso a Segunda en 1964, categoría que recuperaría dos años después.El Igualada se convirtió en el rey de las promociones, ya que la jugó durante 5 años consecutivos. A pesar de las dificultades, el Igualada fue unos de los 14 equipos que tuvieron el privilegio de inaugurar la División de Honor del hockey patines español, en 1969.

### Años difíciles
La década de los setenta fue especialmente dura para el Igualada, que la temporada 1972-73 descendió a Primera División tras perder otra promoción. El equipo sufrió un nuevo descenso y la entidad tenía un futuro muy negro, que amenazaba su continuidad, precisamente coincidiendo con sus 25 años de historia.
La temporada 1975-76 el Igualada comenzó a decidir si se mantenía en Primera División, económicamente suicida o si daba un paso atrás y bajaba a Segunda. La decisión fue mantener la categoría, eso sí, con el compromiso de los jugadores a jugar sin cobrar.Sin embargo, la trayectoria del equipo le llevó a un nuevo descenso. Las cosas no mejoraron en Segunda y la directiva decidió la desaparición del primer equipo, aunque mantuvo el trabajo y las esperanzas en los juveniles. Después, en la temporada 1978-79 el Igualada tuvo la oportunidad de volver a Primera División, con motivo de una reestructuración. No consiguieron montar un equipo con jugadores seniors, así que la única opción era sacrificar a los juveniles, que aún les quedaba un año para llegar a la máxima categoría, pero que aceptaron el reto de jugar en Primera a pesar de su juventud e inexperiencia. Esa decisión fue clave en el futuro del Igualada, que ese año finalizó la liga en undécima posición.

### Los años dorados
La temporada 1980-81 el equipo salvó la categoría, a pesar de la crisis económica y social que afectaba a la entidad. Pero un grupo de personas jóvenes, vinculadas con el club a través de su trabajo con los juveniles, decidió coger las riendas del equipo. Era el inicio de un relanzamiento que muy pocos imaginaban hasta donde llegaría. Después de dos temporadas de transición, el Igualada inició una nueva etapa. Entre las novedades estaba el traslado a la pista de las Escuelas Pias, que se convirtió en el primer pabellón cubierto del hockey igualadino. La pista fue el escenario, la temporada 1983-84 del retorno del Igualada a la División de Honor, después de un épico partido final en las pista del Cambrils.
Se había logrado el objetivo, pero el reto era consolidar el equipo en la máxima categoría. La temporada 1984-85 se logró la permanencia con muchas dificultades, y al año siguiente fue más dramático, ya que el Igualada resolvió la permanencia tras una intensa promoción. El año siguiente no hubo promoción, pero si sufrimiento hasta la última jornada, en la que una inolvidable victoria en Cerdanyola aseguró la permanencia. Al final de la temporada, nadie podía imaginar que su apuesta por la cantera y la incorporación de jóvenes con proyección, estaba llamado a ser el equipo revelación de la temporada 1987-88, en la que el Igualada, que ya jugaba en el Poliesportiu Les Comes, sorprendió a todos consiguiendo a todos la tercera posición final. Sin embargo, lo mejor estaba aún por llegar. La temporada siguiente el Igualada ya era un equipo que se tenía en cuenta, pero los jóvenes jugadores que lo integraban ya no se conformaron con ser la revelación, sino que se consolidaron con una trayectoria que les dejó con en título de liga a su alcance. Finalmente, el 16 de abril de 1989 , en la pista de Riazor de La Coruña, el Igualada ganaba el partido con el Dominicos (5-6) y se convertía en campeón de la División de Honor por primera vez. Esa misma temporada, el Igualada jugo las finales de la Copa del Rey y de la Copa de la CERS.
Desde entonces a ahora , el Igualada se ha consolidado como el mejor equipo europeo de la década de los 90. A pesar de que después de la primera liga, las limitaciones económicas de la entidad le han obligado a luchar en condiciones desiguales con los equipos más potentes y plagados de grandes jugadores , como el Hockey Club Liceo de La Coruña y el Fútbol Club Barcelona, el Igualada ha conseguido un palmarés realmente excepcional, que incluye 6 Copas de Europa, 5 Supercopas de Europa, 5 Ligas, 2 Copas del Rey, 1 Supercopa de España y 4 Ligas Catalanas.
Entre los fechas más destacadas de esta historia reciente destacan las del 24 de febrero de 1992, cuando ganaron la Segunda Liga española en el Poliesportiu Les Comes; el 5 de junio de 1993 , cuando se proclamó campeón de la copa de Europa por primera vez en la pista del Benfica; la temporada 1993-94 en la que el equipo logró 5 títulos; la doble exhibición protagonizada en la fase final de la Copa de Europa de la temporada 1997-98, cuando superó al Barcelona y al Vercelli por un doble 8 a 1 , o la fase final de esta misma competición que se disputó en el Poliesportiu Les Comes en mayo de 1999 y que supuso la sexta copa de Europa para el club, tras una vibrante final contra el Oporto, que se decidió en la tanda de penaltis.

## Jugadores

### Plantilla 2019-2020
Actualizada el 13 de noviembre de 2019 
Nota: Las banderas indican la selección nacional con la que los jugadores pueden ser convocados. En algunos casos podría no coincidir con su nacionalidad real.
| Nº |                   | Posición | Jugador             |
| -- | ----------------- | -------- | ------------------- |
| 1  | Bandera de España | P        | Elagi Deitg         |
| 2  | Bandera de España | DF       | Aleix Marimon       |
| 4  | Bandera de España | DF       | Gerard Riba         |
| 5  | Bandera de España | DF       | Marc Palau          |
| 7  | Bandera de España | DL       | Sergi Pla           |
| 8  | Bandera de España | DF       | Ton Baliu (capitán) |
| 9  | Bandera de España | C        | Bernat Yeste        |
| 10 | Bandera de España | P        | Manel Del Valle     |
| 19 | Bandera de España | DL       | César Vives         |
| 22 | Bandera de España | DL       | Roger Bars          |
| 26 | Bandera de España | C        | Jordi Méndez        |

## Palmarés
- 5 Ligas: 1988-89, 1991-92, 1993-94, 1994-95 y 1996-97
- 2 Copa del Rey: 1991-92 y 1992-93
- 6 Copa de Europa: 1992-93, 1993-94, 1994-95, 1995-96, 1997-98 y 1998-99
- 2 Copa WS Europe: 2023-24, 2024-25
- 3 Supercopa de Europa: 1992-93, 1993-94 y 1994-95
- 2 Copa Continental: 1997-98 y 1998-99
- 4 Ligas catalanas: 1991-92, 1992-93, 1993-94 y 1997-98
- 1 Copa Internacional Fiestas del Plátano Sabaneta, Colombia: 2013